# Zyprische Badmintonmeisterschaft 2014
Die Zyprische Badmintonmeisterschaft 2014 fand vom 10. bis zum 11. Mai 2014 statt. Es war die 25. Auflage der nationalen Titelkämpfe von Zypern im Badminton.

## Titelträger
| Disziplin    | Sieger                                  |
| ------------ | --------------------------------------- |
| Herreneinzel | Charis Charalambous                     |
| Dameneinzel  | Stephanie Pinhary                       |
| Herrendoppel | Charis Charalambous Andreas Frangou     |
| Damendoppel  | Stephanie Pinhary Andrea Chrysostomou   |
| Mixed        | Charis Charalambous Andrea Chrysostomou |